# دوغ بويل
دوغ بويل (بالإنجليزية: Doug Boyle)‏ هو موسيقي بريطاني، ولد في 6 سبتمبر 1962 في إنجلترا في المملكة المتحدة.

## وصلات خارجية
- دوغ بويل على موقع ميوزك برينز (الإنجليزية)
- دوغ بويل على موقع أول ميوزيك (الإنجليزية)
- دوغ بويل على موقع ديسكوغز (الإنجليزية)